# Jordan Zimmermann
Pour les articles homonymes, voir Zimmermann.
Jordan Zimmermann (né le 23 mai 1986 à Auburndale, Wisconsin, États-Unis) est un lanceur droitier des Tigers de Détroit de la Ligue majeure de baseball. 
Il joue de 2009 à 2015 pour les Nationals de Washington et lance le 28 septembre 2014 le premier match sans point ni coup sûr de l'histoire de l'équipe.

## Carrière

### Nationals de Washington
Jordan Zimmermann est le choix de deuxième ronde des Nationals de Washington en 2007. Avant la saison de baseball 2009, il est considéré par Baseball America comme le joueur le plus prometteur des Nationals parmi ceux évoluant dans leurs clubs-école en ligue mineure.

#### Saison 2009
Zimmermann fait son entrée dans les majeures avec Washington le 20 avril 2009 contre les Braves d'Atlanta, match dans lequel il est crédité de sa première victoire. En ajoutant une seconde victoire six jours plus tard à l'occasion d'un départ face aux Mets de New York, Zimmermann devient le premier lanceur partant de la franchise des Nationals (incluant les années où la franchise évoluait à Montréal) à mériter la victoire à ses deux premiers matchs dans les majeures depuis Randy Johnson en 1988.
Éprouvant des douleurs au coude droit, le jeune droitier voit sa saison prendre fin après avoir amorcé 16 rencontres pour les Nationals en 2009. Son dossier au moment d'être blessé est de quatre victoires et sept défaites, avec une moyenne de points mérités de 4,63 et un total de 92 retraits sur des prises en 91 manches et un tiers lancées. En août, il subit une opération de type Tommy John. On annonce alors que sa convalescence devrait durer 18 mois.

#### Saison 2010
Sa réhabilitation s'avère rapide après son opération. Le lanceur poursuit son apprentissage dans les mineures durant la saison 2010 et obtient un rappel du club de Washington à la fin août. Il demeure avec l'équipe pour le reste du calendrier régulier. Il obtient sept départs en 2010 avec les Nationals, remportant une décision et encaissant deux défaites.

#### Saison 2011

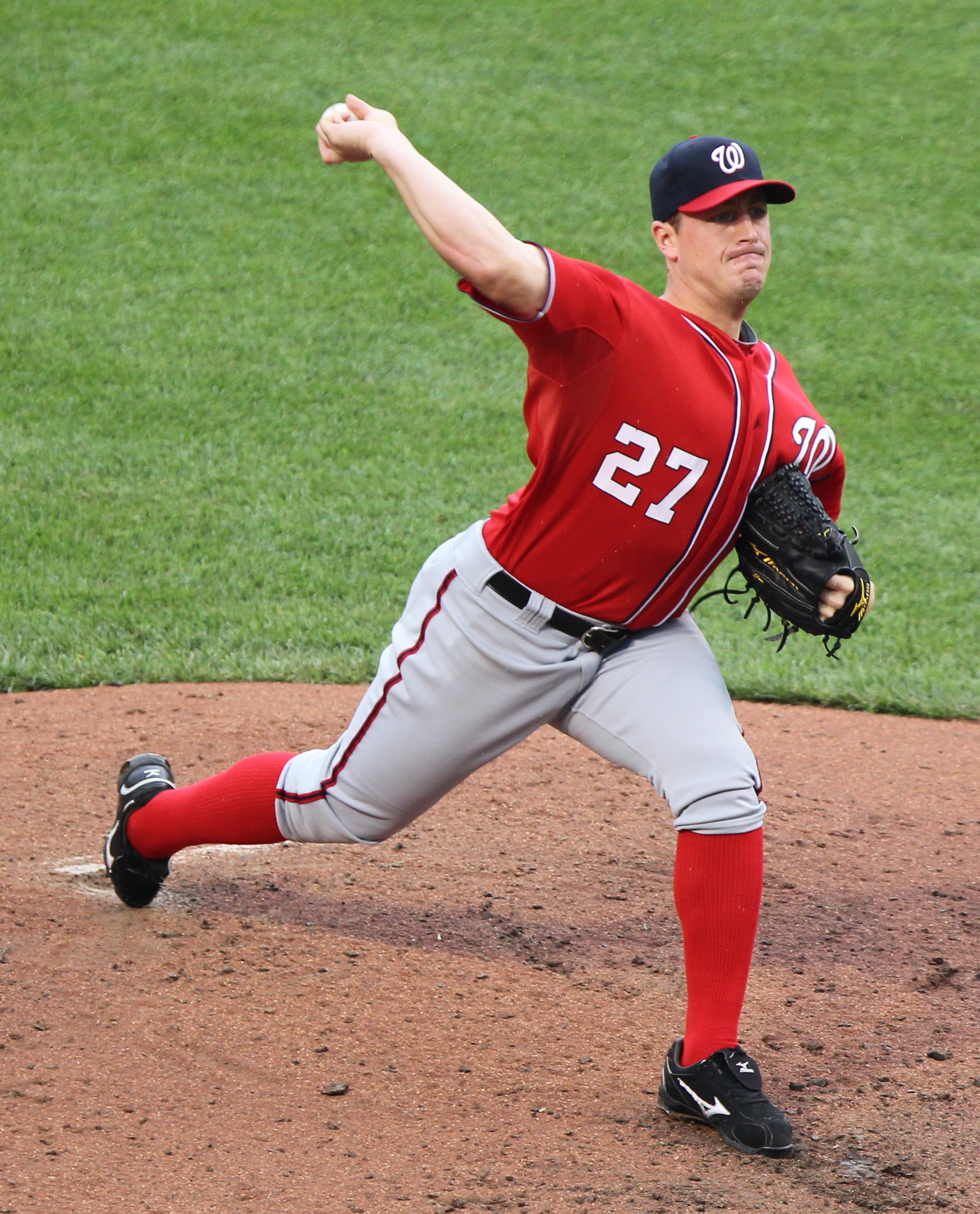
Jordan Zimmermann au monticule en 2011 pour les Nationals.

Zimmermann montre une belle progression en 2011 alors qu'il abaisse sa moyenne de points mérités à 3,18 en 161 manches et un tiers lancées. Lanceur partant des Nationals en 26 occasions, il remporte 8 victoires contre 11 défaites et réussi son premier match complet en carrière le 29 juillet malgré un revers de 1-0 face aux Angels de Los Angeles.

#### Saison 2012
En juillet 2012, Zimmermann n'accorde que 4 points mérités en 37 manches de travail, pour une moyenne de 0,97. Il est nommé lanceur par excellence du mois de juillet dans la Ligue nationale, un honneur qu'il reçoit pour la première fois de sa carrière. C'est le troisième lanceur différent des Nationals à recevoir cette distinction en 2012 après Stephen Strasburg en avril et Gio Gonzalez en mai, ce qui est le plus grand nombre pour un même club depuis Ken Forsch (avril), Joe Niekro (mai), Joaquín Andújar (juin) et J. R. Richard (septembre) pour les Astros de Houston de 1979.

#### Saison 2013
Co-meneur de la Ligue nationale (avec Adam Wainwright des Cardinals de Saint-Louis) pour les victoires avec 19, contre 9 défaites, en 2013, Zimmermann honore sa première sélection au match des étoiles 2013 et termine 7e au vote de fin d'année désignant le lauréat du trophée Cy Young remis au meilleur lanceur. En 32 départs, sa moyenne de points mérités s'élève à 3,25 en 213 manches et un tiers lancées. Il atteint un nouveau record personnel de 161 retraits sur des prises, réussit 4 matchs complets et ses deux blanchissages en font le co-meneur, avec Wainwright, de la Ligue nationale.

#### Saison 2014
Zimmermann est invité au match des étoiles 2014 mais, blessé quelques jours avant la rencontre annuelle de mi-saison, il est remplacé dans l'effectif d'étoiles par Henderson Álvarez, des Marlins de Miami.
Le 28 septembre 2014, au dernier match de la saison régulière, Zimmermann lance à Washington un match sans point ni coup sûr, le premier de l'histoire des Nationals, dans une victoire de 1-0 sur les Marlins de Miami. Il réussit 10 retraits sur des prises durant cette performance et n'accorde qu'un but-sur-balles.

### Tigers de Détroit
Le 30 novembre 2015, Jordan Zimmermann signe un contrat de 110 millions de dollars pour 5 saisons avec les Tigers de Détroit.